# 도널드 스털링

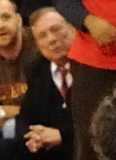
Donald Sterling, 2010

도널드 스털링(Donald Sterling, 1934년 4월 26일 ~ )는 미국의 기업인으로, NBA 로스앤젤레스 클리퍼스의 전 소유자이다. 1981년부터 스털링은 클리퍼스를 33 시즌 동안 소유하였다. 2014년 4월 29일에 사적으로 한 인종 차별적인 발언이 공개되어 NBA에서 추방되었고, 250만 달러의 벌금 처분을 받았다.